# Zależności międzygatunkowe

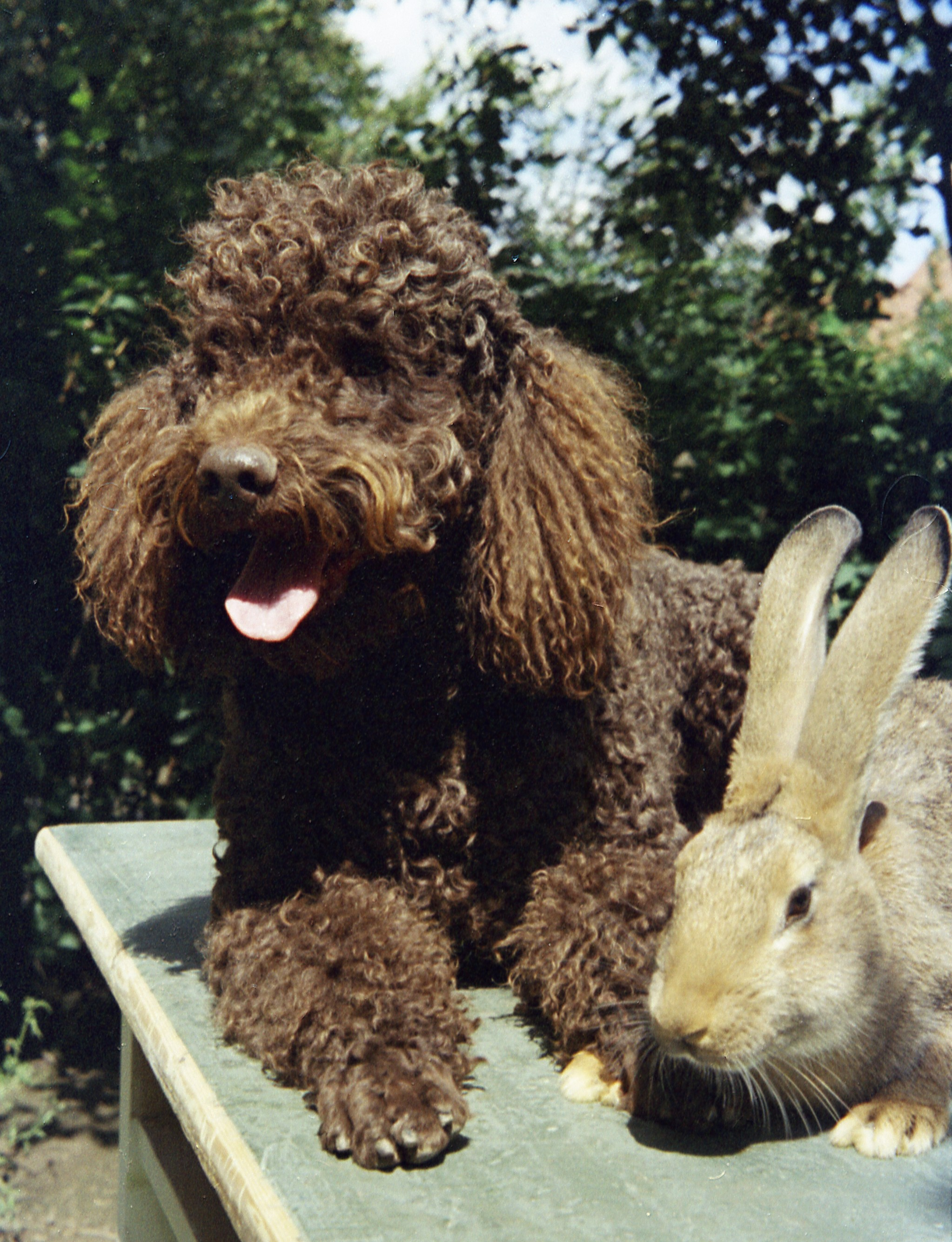
Interakcje między przedstawicielami dwóch gatunków mogą być antagonistyczne lub nieantagonistyczne, zależnie od środowiska ich życia

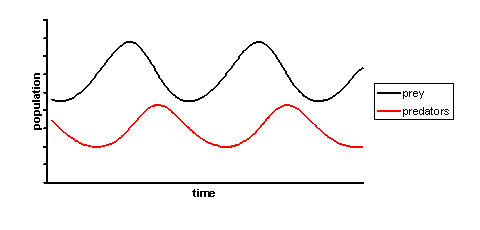
W ekosystemach liczebność populacji ofiar (prey) i drapieżników (predator) okresowo się zmienia (zob. równanie Lotki-Volterry)

Zależności międzygatunkowe (oddziaływania, interakcje, koakcje międzygatunkowe) – oddziaływania  między osobnikami należącymi do różnych gatunków lub różnymi populacjami, wspólnie żyjącymi w określonym środowisku. Rodzaje i siła oddziaływań między populacjami biocenozy (ożywionej części ekosystemu) są przedmiotem badań ekologicznych.
Warunki życia każdego organizmu są zależne od zespołu cech jego przyrodniczego środowiska, w tym od nieożywionych składników przyrody (czynniki abiotyczne, m.in. klimat, rzeźba terenu, profil glebowy) i od innych organizmów, zajmujących to samo siedlisko. W warunkach ekologicznej równowagi liczba osobników, należących do każdego z gatunków (liczebność populacji), jest w przybliżeniu stała. Względna liczebność różnych populacji i ich rozmieszczenie zależą od rodzaju i siły międzygatunkowych oddziaływań.
Wyróżnia się zależności:
- nieantagonistyczne – symbioza (mutualizm, protokooperacja), komensalizm,
- antagonistyczne – konkurencja, pasożytnictwo, drapieżnictwo, allelopatia, amensalizm.

Brak wzajemnych oddziaływań – neutralizm – jest  stwierdzany rzadko. Bardzo silne oddziaływania antagonistyczne mają charakter eksploatacji populacji. Do tej grupy oddziaływań międzygatunkowych zalicza się eksploatację przyrody przez człowieka.